# Jiali Plaza

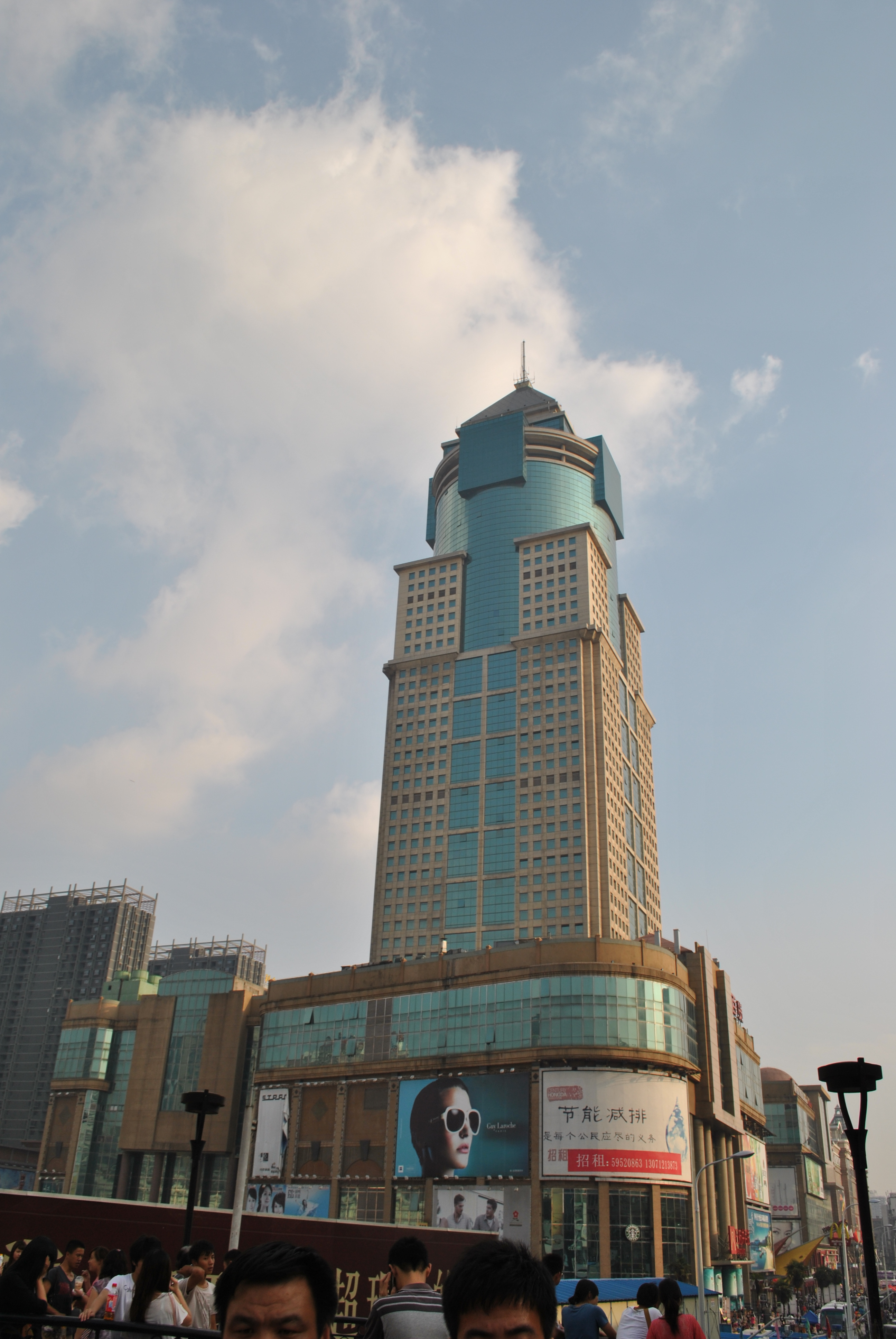

Jiali Plaza (en chino tradicional, 佳麗廣場; en chino simplificado, 佳丽广场; pinyin, Jiālì Guǎngchǎng) es un rascacielos de 251 metros (823 pies) de altura situado en Wuhan, China. El edifiico, de 61 plantas, fue completado en 1997 bajo el diseño de WMKY Lim. El edificio consta de dos plantas subterráneas que son usadas como aparcamiento de coches.
En el momento de su inauguración fue el edificio más alto de la ciudad.